# مارته کلر
مارته کلر (انگلیسی: Marthe Keller؛ زادهٔ ۲۸ ژانویهٔ ۱۹۴۵) یک هنرپیشه اهل سوئیس است. وی از سال ۱۹۶۴ میلادی تاکنون مشغول فعالیت بوده‌است.
از فیلم‌ها یا برنامه‌های تلویزیونی که وی در آن نقش داشته است می‌توان به آخرت، خاکسپاری در برلین، کاترین جوان، کلاه شاپو، ماراتن من، یکشنبه سیاه، فرمول، چشمان سیاه، بابی دیرفیلد، پیر دختر، زمانه گرگ، یادزدودگی ، شفیره، دختر تعجب‌آور، یک زندگی و در زیر پلکان باستانی اشاره کرد.